# 深海 (アルバム)
『深海』（しんかい）は、Mr.Childrenの5枚目のオリジナルアルバム。1996年6月24日にトイズファクトリーから発売された。

## 背景とリリース
前作『Atomic Heart』から約1年10か月ぶりのアルバムであり、初のコンセプト・アルバム。通常盤のみの発売で、発売の際に大量の初回ロットの不良が発生した。
ジャケットは桜井和寿曰く、「ニューヨークでアルバムを作っている時に雑誌をパラパラと見ていたら、アンディー・ウォーホルの『電気椅子』という作品が載っていて、『ああ、このアルバムはこんな感じにしたいな』と思ったんですよね」とのこと。アートディレクターは信藤三雄。
レコーディングは大半がニューヨークのウォーター・フロント・スタジオで、1995年12月下旬から1996年3月にかけて行われた。60-70年代のビンテージ機材を使用したアナログレコーディング。
本アルバム発売時にすでにリリースしていた、6thシングル『Tomorrow never knows』・7thシングル『everybody goes -秩序のない現代にドロップキック-』・8thシングル『【es】 〜Theme of es〜』・9thシングル『シーソーゲーム 〜勇敢な恋の歌〜』は本作のテーマにそぐわないという理由で未収録となっている。これらのシングルは約9か月後にリリースされる6thアルバム『BOLERO』にすべて収録された。
本作の収録曲でミュージック・ビデオが制作されたのは「花 -Mémento-Mori-」の1曲のみである。
発売前の雑誌には「青盤（『深海』）」と「赤盤（『BOLERO』）」による2枚組という情報も流れていた。桜井は「『深海』は『BOLERO』の中の1曲として捉えている」と語っており、曲ごとにトラックで分けず全体で1トラックにすることも考えていた。そのため全曲にはほぼ曲間がなく、いくつかの曲はノンストップで繋いでいる。当初桜井はアルバムタイトルを『シーラカンス』にしようと考えその旨をメンバーに話したところ「深海?」と聞き返され、それが非常に強く印象に残ったため最終的に『深海』をタイトルに採用した。
本作を引っ提げて、ツアー『Mr.Children TOUR "REGRESS OR PROGRESS" '96-'97』追加公演である『Mr.Children TOUR "REGRESS OR PROGRESS" '96-'97 FINAL』が開催された。コンセプトは「OUT OF DEEP SEA（深海からの脱出）」で、セットリストの中盤で本作の楽曲を曲順通り演奏。Mr.Childrenの他のライブツアーと比べると異質な雰囲気を漂わせており、その様子は映像作品『regress or progress '96-'97 tour final IN TOKYO DOME』で観ることができる。
制作当時は桜井が精神的に疲弊していた時期であり、当時のインタビューで「ほんとにもう、いつも『死にたい、死にたい』っつう感じでしたからね」と自殺願望について発言したり、制作当時に「要は、すごくピュアなラヴソングはもう書けないじゃないですか。『そんなの嘘、不倫してんじゃん！』って。そのつっこまれる前に、このぐちゃぐちゃを吐き出してやろうっていう。」といった思いがあったことを明らかにした。発売前には「深海が売れなかったら大衆のせい」、発売後には「音楽の力だけでは売上につながらないから」と突き放した発言もしていた。

## チャート成績
累計売上は274.5万枚（オリコン調べ）で、前作より減少したが当時のアルバムチャートでは歴代1位の初週売り上げ153.6万枚を記録した。
アルバム作品で初週ミリオンを達成した男性アーティストは、B'zに次いで2組目となった。

## 収録内容
| 全作詞・作曲: 桜井和寿、全編曲: 小林武史 & Mr.Children。 |                                                     |          |            |      |
| #                                                        | タイトル                                            | 作詞     | 作曲・編曲 | 時間 |
| 1.                                                       | 「Dive」                                            | 桜井和寿 | 桜井和寿   | 1:36 |
| 2.                                                       | 「シーラカンス」                                    | 桜井和寿 | 桜井和寿   | 4:40 |
| 3.                                                       | 「手紙」                                            | 桜井和寿 | 桜井和寿   | 2:49 |
| 4.                                                       | 「ありふれたLove Story ～男女問題はいつも面倒だ～」 | 桜井和寿 | 桜井和寿   | 4:27 |
| 5.                                                       | 「Mirror」                                          | 桜井和寿 | 桜井和寿   | 2:58 |
| 6.                                                       | 「Making Songs」                                    | 桜井和寿 | 桜井和寿   | 1:07 |
| 7.                                                       | 「名もなき詩」                                      | 桜井和寿 | 桜井和寿   | 5:28 |
| 8.                                                       | 「So Let's Get Truth」                              | 桜井和寿 | 桜井和寿   | 1:48 |
| 9.                                                       | 「臨時ニュース」                                    | 桜井和寿 | 桜井和寿   | 0:15 |
| 10.                                                      | 「マシンガンをぶっ放せ」                            | 桜井和寿 | 桜井和寿   | 4:26 |
| 11.                                                      | 「ゆりかごのある丘から」                            | 桜井和寿 | 桜井和寿   | 8:52 |
| 12.                                                      | 「虜」                                              | 桜井和寿 | 桜井和寿   | 4:17 |
| 13.                                                      | 「花 -Mémento-Mori-」                               | 桜井和寿 | 桜井和寿   | 4:42 |
| 14.                                                      | 「深海」                                            | 桜井和寿 | 桜井和寿   | 4:50 |
| 合計時間:                                                | 合計時間:                                           | 52:15    |            |      |

## 楽曲解説
1. Dive
  - インストゥルメンタル。水へ飛び込むSEの後チェロの演奏が入り、そのまま次曲へ繋がる。
2. シーラカンス
  - 桜井和寿は“シーラカンス”の意味について、「要するに、“かつてあったと思われていたもの。でも、今はあるんだかないんだかわからない。そしてあったとしても、何の役にも立たないかもしれないもの”。つまり、愛とか夢とか希望とかっていうもの」と語っている[9]。
  - 本作発売の時のCMソングとして使用された楽曲。次曲とシームレスで繋がっている。
  - ニューヨークでレコーディングしている際、「シーラカンス」という言葉からイメージして作ったという。
3. 手紙
  - 鈴木英哉が「山口百恵に歌わせたい曲」とコメントしたことがある。
  - 中孝介が1stミニアルバム『なつかしゃのシマ』にてカバーしている。
  - 高校時代に桜井がよく訪れていた公園で夕方になると流れていたショパンの作品『別れ』にインスピレーションを受け、公園へ実際へ行き、車の中で作り上げたという[10]。因みに本曲の節回しの一部は井上陽水の影響も受けているとのこと[10]。
  - 「ありふれたLove Story ～男女問題はいつも面倒だ～」とセットになっている曲だが、あえて順番が逆にされている。アルバム冒頭のこの曲が結末であり、以降の曲によって解き明かされていく構成となっている[4]。
  - 桜井はこの構成について、「最初に“手紙”の詞を書いたときに、とにかく1曲目は“手紙”で始まるべきだと思って」と語っている[11]。
4. ありふれたLove Story ～男女問題はいつも面倒だ～
  - とある若い男女の恋愛の始まりから終わりまでを歌った曲。
  - 桜井は「自分で体験することが少なくなってる。それは愛にしても同じで、テレビドラマを観て、実際に体感したと勘違いしたりする。さらに、歌にもそんなことがある。愛を歌うにしても、そうなんです。でも、そうはありたくないなぁ、という気持ちが僕の中にあった。“ありふれたLove Story ～男女問題はいつも面倒だ～”って、そのへんを“本当かぁ、おめぇ～”って言ってるとこがあります。」と語っている[10]。
  - 楽曲中のマンドリンを演奏しているのは田原健一である[10]。
5. Mirror
  - 桜井が休みを利用して山形の海へサーフィンに出かけた際、「さぁ作るぞ」ではなくギターをポロンと弾いたと共に浮かんだメロディがこの曲のモチーフ。その海は、10代の頃の桜井が誰に聴いてもらうでもなくよくギターを弾いて自作曲を歌っていた因縁の場所でもあった[4]。
  - 歌詞は某しゃぶしゃぶレストランにて食事中に、ふと浮かんでそのまま箸袋の裏にメモとして残したものを元に膨らませた[4]。
  - 桜井は歌詞について「自分っていう人間は、人に評価されたり、人に必要とされたり、自分の存在を認めてもらうことで、生きてることを実感するんだと思うんですよ。だからたぶん、生きてることを実感したくて生きてるんですよ。〈中略〉ここで言ってる『Mirror』っていうのは、その人が『私って生きててよかった』っていう、生きる証というか、『君は間違いなくここに生きてる意味があるんだよ』っていうことを、わからせてあげられる存在に自分が……うん」と語っている[11]。
  - アレンジは当初、ギルバート・オサリバンや、カーペンターズ風であったが、小林武史によりエルトン・ジョン風になったという[10]。
  - 楽曲中のグロッケンは、当初鈴木英哉が担当、その次に田原が担当したものの、最終的に小林が演奏した[10]。ライブでは田原が演奏することが殆どである[注 4]。
  - 後にベスト・アルバム『Mr.Children 1996-2000』にも収録。
6. Making Songs
  - インストゥルメンタル。数曲のデモ音源を断片的に繋いだトラック。当時、桜井が持ち歩いていたテープレコーダーに収録されたデモ音源を再現したとのこと。
  - 桜井は「これを入れることで、前の曲と“名もなき詩”につながりも生まれるだろう、ということで。“Mirror”の中に『あなたへと想いを走らせた単純明快なLove Song』とかって言葉が出てくる。つまり一人の人間が人のために歌を作る、ということを、ここで示しておけば、次の“名もなき詩”の『君に捧ぐ』というところにつながると思った」と語っている[10]。
  - 最後に「名もなき詩」の弾き語りが入り、次曲に繋がる。
  - 中には「タイムマシーンに乗って」と酷似したデモ音源も入っているが、桜井は「偶然似ただけで別の曲」と述べている。
7. 名もなき詩
  - 10thシングル表題曲。
  - 桜井は本曲を収録した理由について「物語がどんどん逆進行していくっていうか。だから『名もなき詩』の、深いところで愛し合っていたような2人が、結局“ありふれたラブストーリー”みたいに、一緒に生活してみたらあっけないもので、“手紙”のように終わってしまいましたっていう。本当にこういうことがあり得るんだっていう現実を、ただ叩きつけるアルバムですね」と語っている[11]。
8. So Let's Get Truth
  - アコースティック・ギターとハーモニカによる弾き語りがメインだが、演奏前に足音やドアを閉める音が入り、曲が終わるとサイレンの音と共に次曲へ移る。
  - 道端でギターを演奏しているというシチュエーションでレコーディングされた。
  - ボブ・ディランを意識して作った楽曲であるが、制作途中で長渕剛風に仕上がってしまったという[11]。
9. 臨時ニュース
  - インストゥルメンタル。国内外のニュースの音声などのテレビの音と、チャンネルを変える音から構成されているザッピングを模したトラックであり、その中に10thシングル『名もなき詩』のカップリング曲「また会えるかな」が数秒のみ聴こえる。
  - 国内のニュース音声は1995年夏にフランスが行った核実験についての内容であり、次曲への伏線となっている。
  - Mr.Childrenの全楽曲の中で最も収録時間が短い。
10. マシンガンをぶっ放せ
  - 後に12thシングル『マシンガンをぶっ放せ -Mr.Children Bootleg-』としてシングルカットされた。
11. ゆりかごのある丘から
  - 演奏時間が本作最長の楽曲。
  - アマチュア時代から存在する曲であるが、スローテンポにアレンジされ、和音がマイナーになっている。
  - 元の歌詞やメロディーと異なる箇所が多く、当初の歌詞は「戦争」というワードが入っていたが、「もっと多くの人たちが自分にリアルなこととしてこの曲を捉えてくれるんじゃないかな」という思いから「戦場」という歌詞に変更された。
  - 歌詞は1984年の映画『マリアの恋人』をイメージして書かれたとのこと[11]。
  - 曲の冒頭と終盤にヘリコプターのプロペラのSEが入り、前後の楽曲と繋がっている。
  - 1997年の『Mr.Children TOUR "REGRESS OR PROGRESS" '96〜'97 FINAL』ツアー以来演奏されていなかったが、2023年7月の『ap bank fes '23 ～社会と暮らしと音楽と～』で約26年ぶりに演奏された。
12. 虜
  - Mr.Childrenでは数少ない、一人称が「俺」の楽曲の1つ。
  - アニマルズの楽曲「朝日のあたる家」をイメージして作られた楽曲で[10]、コーラスは桜井がたまたま結婚式で出会ったゴスペル歌手に担当してもらったとのこと[11]。
  - 後に『Mr.Children / Split The Difference』にも収録され、Salyuがコーラスに参加している。
13. 花 -Mémento-Mori-
  - 11thシングル表題曲。シングルと同一音源だが、次曲とシームレスに繋がっている。
14. 深海
  - 今作の表題曲。
  - インストゥルメンタルの予定だったが、小林武史の発案で歌詞がつけられた。
  - 桜井はこの事について「“花”で救われて終わっちゃうのも、なんか物足りない気がしてて。で、僕は“花”のあとに、もう1回“シーラカンス”か“手紙”のオーケストラをやって、フェイドアウトしていって、“花”の後ろに“深海”の歌詞だけを載っけて終わろうかなと思ってたんだけど、やっぱりメロディをつけて歌ったんですね」と語っている[11]。
  - アウトロは深海から浮き上がってくるようにも、さらに深くまで沈もうとするようにも聴こえる水の音が入って終わる。

## 参加ミュージシャン
- Mr.Children
  - 桜井和寿：Vocal, Guitar
  - 田原健一：Guitar
  - 中川敬輔：Bass
  - 鈴木英哉：Drums
- 小林武史：Keyboards
- 高安錬太郎：Computer Programming
- 松本賢：Computer Programming
- 平沼浩司 : Mixing
- David Battelene, Greg Digesu, Henry Hirsch, Hiroshi Hiranuma : recording

Dive
- Jesse Levy：Cello

手紙
- Jane Scarpantoni：Cello

ありふれたLove Story ～男女問題はいつも面倒だ～
- Jesse Levy：Cello

名もなき詩
- 山本拓夫：Sax
- 村田陽一：Trombone
- 鶴来正基：Accordion

マシンガンをぶっ放せ
- Jesse Levy：Cello

ゆりかごのある丘から
- 小幡英之：Sax

虜
- B.J：Chorus
- 吉井ふみ子：Chorus

深海
- Jesse Levy：Cello

## テレビ出演
| 番組名 | 日付          | 放送局     | 演奏曲 |
| ------ | ------------- | ---------- | --- |
| FAN    | 1996年6月21日 | 日本テレビ | 虹の彼方へ COLD TURKEY 名もなき詩 Mirror                                                                  |
| FAN    | 1996年6月28日 | 日本テレビ | ありふれたLove Story ～男女問題はいつも面倒だ～ So Let's Get Truth マシンガンをぶっ放せ 花 -Mémento-Mori- |

## ライブ映像作品
| 曲名                                            | 作品名                                                                   |
| ----------------------------------------------- | ------------------------------------------------------------------------ |
| シーラカンス                                    | regress or progress '96-'97 tour final IN TOKYO DOME                     |
| シーラカンス                                    | Mr.Children CONCERT TOUR POPSAURUS 2001                                  |
| シーラカンス                                    | Mr.Children TOUR 2011 "SENSE"                                            |
| 手紙                                            | regress or progress '96-'97 tour final IN TOKYO DOME                     |
| 手紙                                            | Mr.Children CONCERT TOUR POPSAURUS 2001                                  |
| ありふれたLove Story ～男女問題はいつも面倒だ～ | regress or progress '96-'97 tour final IN TOKYO DOME                     |
| Mirror                                          | regress or progress '96-'97 tour final IN TOKYO DOME                     |
| Mirror                                          | Mr.Children Tour 2004 シフクノオト                                       |
| Mirror                                          | Mr.Children STADIUM TOUR 2011 SENSE -in the field-                       |
| 名もなき詩                                      | →「 名もなき詩 § ライブ映像作品 」を参照                                 |
| So Let's Get Truth                              | regress or progress '96-'97 tour final IN TOKYO DOME                     |
| マシンガンをぶっ放せ                            | →「 マシンガンをぶっ放せ -Mr.Children Bootleg- § ライブ映像作品 」を参照 |
| ゆりかごのある丘から                            | regress or progress '96-'97 tour final IN TOKYO DOME                     |
| 虜                                              | regress or progress '96-'97 tour final IN TOKYO DOME                     |
| 虜                                              | Mr.Children / Split The Difference                                       |
| 花 -Mémento-Mori-                               | →「 花 -Mémento-Mori- § ライブ映像作品 」を参照                          |
| 深海                                            | regress or progress '96-'97 tour final IN TOKYO DOME                     |
| 深海                                            | Mr.Children CONCERT TOUR POPSAURUS 2001                                  |
| 深海                                            | Mr.Children TOUR 2011 "SENSE"                                            |